# نایوها تویودا
نایوها تویودا (انگلیسی: Nayuha Toyoda؛ زادهٔ ۱۵ سپتامبر ۱۹۸۶) بازیکن فوتبال اهل ژاپن است که در تیم ملی فوتبال زنان ژاپن بازی کرده‌است.